# Paro-protocol
Het paro-protocol is een behandelings protocol voor de behandeling van parodontitis. Het protocol is een uitwerking van internationaal geaccepteerde behandelmethoden van parodontitis. Het Nederlandse paro-protocol is in 1998 tot stand gekomen door overleg tussen de Nederlandse Maatschappij ter bevordering van de Tandheelkunde en de Nederlandse Vereniging voor Parodontologie.
Het protocol bestaat uit een aantal fasen, te weten:
- Intake
- Initiële behandeling
- Herbeoordeling
- Nazorg
- Evt. specifieke behandelingen
- Evaluatie